# Vincent Bossou
Vincent Bossou (Kara, 7 febbraio 1986) è un calciatore togolese, difensore svincolato.

## Caratteristiche tecniche
Gioca come difensore centrale.

## Carriera

### Club
Ha giocato nella prima divisione togolese, in quella tunisina ed in quella del Vietnam.

### Nazionale
Ha partecipato a tre diverse edizioni della Coppa delle Nazioni africane, giocandovi un totale di 4 partite. Tra il 2007 ed il 2017 ha totalizzato complessivamente 29 presenze ed un gol con la nazionale togolese.

## Palmarès

### Club

#### Competizioni nazionali
- Campionato togolese: 1

Maranatha: 2009